# Marianka (powiat opoczyński)
Marianka – wieś w Polsce położona w województwie łódzkim, w powiecie opoczyńskim, w gminie Mniszków.
| SIMC    | Nazwa       | Rodzaj    |
| ------- | ----------- | --------- |
| 1039547 | Kazimierzów | część wsi |

W latach 1975–1998 miejscowość należała administracyjnie do województwa piotrkowskiego.
Wierni Kościoła rzymskokatolickiego należą do parafii Narodzenia NMP i św. Mikołaja w Błogich Szlacheckich.